# Actis
Actis (dawniej Highberg, Rummington i Gloster) – obszar niemunicypalny w Kern County, w Kalifornii (Stany Zjednoczone), na wysokości 781 m.